# Jerseylicious
Jerseylicious é um reality show norte-americano do canal Style Network que mostra os empregados do salão de beleza Gatsby. O Gatsby Salon foi reaberto com uma nova estrutura física luxuosa e começou a contratar novos empregados em 2009, incluindo as estrelas do show Tracy DiMarco e Olivia Blois Sharpe. Os produtores começaram a escalar pessoas para a série em 2008. A proprietária do Gatsby, Gayle Giacomo, recebeu uma ligação de volta e a produção começou em outubro de 2009.
O tema do seriado é cantado por Olivia, participante do programa.

## Sinopse
A série mostra a vida pessoal e profissional dos donos, dos cabeleireiros e maquiadores do Gatsby Salon em New Jersey. 

## Elenco
- Gayle Giacomo: Dona do Gatsby Salon em Green Brook Township, New Jersey.
- Christy Pereira: Sócia/Gerente do Gatsby Salon. Filha da Gayle.
- Olivia Blois Sharpe: Maquiadora chefe no Anthony Roberts Salon (part-time) e do Gatsby Salon.
- Tracy Dimarco: Cabeleireira no Gatsby Salon.
- Anthony Lombardi: Dono/Gerente do Anthony Roberts Salon em Verona, NJ; cabeleireiro (Part-time) no Gatsby Salon.
- Gigi Liscio: Cabeleireira no Gatsby Salon.
- Alexa Prisco: Antiga maquiadora chefe do Gatsby Salon; dona da The Glam Fairy em Hoboken, NJ
- Briella Calafiore: Cabeleireira da Glam Fairy.
- Filippo Giove: Estagiário e assistente do Gatsby.
- Frankie Buglione: Namorado da Gigi.
- Doria Pagnotta: Maquiadora do Gatsby Salon.
- Lorenzo Gangala: Olivia e Tracy ex-namorado.
- Mikey Octori: Namorado da Olivia e ex da Tracy.

## Ligações Externas
- Jerseylicious. no IMDb.
- «Sítio oficial»